# Risiophlebia dohrni
Risiophlebia dohrni là loài chuồn chuồn trong họ Libellulidae. Loài này được Krüger mô tả khoa học đầu tiên năm 1902.